# Логинов, Владимир Фёдорович (учёный)
Влади́мир Фёдорович Ло́гинов (бел. Уладзімір Фёдаравіч Логінаў; род. 8 марта, 1940, д. Зеленовка, Городокский район, Витебская область) — советский и белорусский учёный в области географии и геофизики, доктор географических наук (1982), профессор (1989); член-корреспондент (1994), академик (2000) Национальной академии наук Беларуси. Лауреат Государственной премии Республики Беларусь (2003).

## Биография
Родился 8 марта 1940 года в д. Зеленовка Городокского района Витебской области в семье потомственного работника лесного хозяйства. Окончил начальную школу в д. Зеленовка, позже семья переехала в г. Городок, где В. Ф. Логинов закончил семилетнюю школу. С 16 лет работал на лесоучастке в Городке, продолжая дело своего отца. Среднее образование получил, закончив в 1958 году с серебряной медалью школу рабочей молодежи в г. Старый Оскол. В этом же году поступил на арктический факультет Ленинградского высшего инженерного морского училища им. адмирала С. О. Макарова, где получил специальность «океанология (гидрология моря)».
В 1965 году поступил в аспирантуру Ленинградского государственного университета на кафедру метеорологии и климатологии. За 2,5 года подготовил кандидатскую диссертацию и в 1967 году её защитил. При поддержке ректора ЛГУ академика К. Я. Кондратьева получил работу в Университете и прописку на учебной базе университета в п. Ульяновка Ленинградской области.
В 1969 году В. Ф. Логинов, приняв предложение работать в Институте земного магнетизма, ионосферы и распространения радиоволн Сибирского отделения АН СССР, переехал с семьей в Иркутск. Работая с 1969 по 1973 год, поддерживал тесные связи с ГГО в Ленинграде, Институтом географии АН СССР, Гидрометеоцентром. В эти же годы был приглашен на работу в Стэнфордский университет США, где работал в Институте исследования плазмы, в лаборатории солнечно-земных связей.
В 1973 году переехал в Обнинск, где до 1977 года работал в должности заведующего лабораторией солнечно-земных связей и сверхдолгосрочных прогнозов во Всесоюзном научно-исследовательском институте гидрометеорологической информации — Мировом центре данных Государственного комитета СССР по гидрометеорологии.
В течение 1977—1983 годов совмещал должности заведующего лабораторией и заместителя директора по научной работе в Главной геофизической обсерватории им. А. И. Воейкова.
В 1980 году на основе своих исследований подготовил докторскую диссертацию «Изменчивость метеорологических характеристик в различных районах Северного полушария в связи с воздействием внешних климатообразующих факторов», которую защитил в 1982 году в Московском государственном университете им. М. В . Ломоносова.
Во время работы в ГГО с 1985 по 1987 год работал научным сотрудником Всемирной метеорологической организации ООН в Женеве в отделе климатических данных.
В 1990 году переехал в Минск, где с 1990 по 1997 год работал в должности заместителя директора по научной работе нового Института проблем использования природных ресурсов и экологии НАН Беларуси, а с 1997 по 2008 год — директора.
В 1994 году был избран членом-корреспондентом, а в 2000 году — академиком НАН Беларуси.
В течение 1993—1996 годов был заместителем председателя Международного организационного комитета и руководящей группы Совета Европы по проведению Европейского года охраны природы. На протяжении многих лет являлся экспертом по проектам ИНТАС.
В 1995—2002 годах заведовал кафедрой в БГУ, в 2006—2008 годах в Международном экологическом университете им. А. Д. Сахарова.
В 2007 году Логинов передал руководство лабораторией климатологии доктору наук С. В. Какареке. 18 июня 2008 года вступил в должность главного научного сотрудника лаборатории климатологии и трансграничного загрязнения.

## Научная деятельность
Научная деятельность В. Ф. Логинова с начала его развития как ученого была связана с вопросами изменения климата. Публиковался не только в метеорологических и географических изданиях, но и в «Астрономическом журнале», бюллетене «Солнечные данные», журнале «Геомагнетизм и аэрономия».
Важнейший период творческой деятельности В. Ф. Логинова был связан с Главной геофизической обсерваторией им. А. И. Воейкова в Ленинграде, где в 1977—1990 годах совмещал должности заведующего лабораторией и заместителя директора по научной работе. Изучал общие физико-химические механизмы формирования климатических явлений в различных пространственно-временных интервалах.
Углубленное изучение климатообразующих факторов позволило обосновать гипотезу о непостоянстве одной из известных в астрофизике констант — солнечной постоянной — и нестабильности солнечно-атмосферных связей, выполнить ряд исследований в области гелиогеофизики и климатологии. Полученные в этом направлении результаты позволили выявить пространственно-временные закономерности влияния солнечного излучения на термодинамический режим нижней атмосферы, раскрыть механизмы этого влияния. Основное внимание уделялось исследованию причин неустойчивости солнечно-атмосферных связей. Дальнейшая работа была направлена на углубленное изучение факторов изменчивости притока солнечной радиации, важнейшим из которых является атмосферный аэрозоль вулканического и антропогенного происхождения.
Обширные исследования влияния на параметры климата свойств подстилающей поверхности позволили выявить основные закономерности формирования экстремальных климатических явлений: засух, суровых и теплых зим, наводнений. На основе этих исследований были сформулированы методические предпосылки прогнозирования перечисленных климатических явлений.
В Институте проблем использования природных ресурсов и экологии НАН Беларуси им были созданы новые лаборатории, в том числе лаборатория климатологии. В 1992 году вышла его монография «Причины и следствия климатических изменений».
Организовал такие новаторские работы, как моделирование пограничного и приземного слоя атмосферы, что позволило получить оценки климатического отклика на различные виды воздействия на окружающую среду. Логиновым был выявлен прежде всего генезис потепления климата в 1930-х годах и современного.
Ряд работ В. Ф. Логинова связан с анализом влияния различных типов атмосферной циркуляции на климат Белоруссии и особенностями динамики озоносферы над Европейским континентом. Он показал, что изменение свойств подстилающей поверхности, вызванное широкомасштабной мелиорацией земель в Полесском регионе и урбанизацией, является значим фактором в формировании параметров регионального климата и климата городов.
В конце 1990-х годов под руководством В. Ф. Логинова в Институте начало развиваться новое направление — климатология суточных метеорологических наблюдений. Под его руководством выполнено крупномасштабное теоретическое и прикладное исследование климата Белоруссии, установлены пространственно-временные закономерности его изменений, разработана Национальная климатическая программа. В 2010 году Логинов разработал Концепцию экологической безопасности в составе Концепции национальной безопасности Республики Беларусь.
Участник координации научно-исследовательских работ в области географии и природопользования. Являлся научным координатором Государственной программы ориентированных фундаментальных исследований (ГПОФИ), председателем Межведомственного экспертного Совета и конкурсной комиссии по ГПОФИ «Природопользование», член комиссии по вопросам экологии, природопользования и ликвидации

## Научные труды
- Климат Беларуси. Мн.: Институт геологических наук АН Беларуси, 1996 (в соавт.).
- Природная среда Беларуси. Мн.: НОООО «БИП-С», 2002 (в соавт.).
- Изменения климата Беларуси и их последствия. Мн.: Тонпик, 2003 (в соавт.).
- Прогнозирование изменения окружающей природной среды Беларуси // Природные ресурсы. 2005. № 2.
- Водный баланс речных водосборов в Беларуси. Мн.: Тонпик, 2006 (в соавт.).
- Глобальные и региональные изменения климата: причины и следствия. Мн.: Тетрасистемс, 2008.
- Логинов, В. Ф. Изменения климата: тренды, циклы, паузы / В. Ф. Логинов, В. С. Микуцкий. — Минск : Беларуская навука, 2017[2].